# Jorge María Salvaire
Jorge María Salvaire (Castres, Tarn, Francia, 6 de enero de 1847 – Luján, 4 de febrero de 1899) fue un misionero lazarista nacido en Francia, que se estableció en Argentina en 1871. Fue el fundador de la actual Basílica de Nuestra Señora de Luján.

## Su vida
Jorge María Salvaire nació el 6 de enero de 1847 en la ciudad de Castres, departamento de Tarn en el sur de Francia. Su padre fue Félix Salvaire, un hombre distinguido entre sus vecinos por ocupar puestos de importancia en el municipio y profesor de español y bellas artes en el liceo. Su madre, María Modesta Vázquez, era española, oriunda de Cádiz.
El joven ingreso al seminario de los padres lazaristas de París, y en 1871 se ordenó sacerdote y celebra su primera misa en el altar de San Vicente el 4 de julio de 1871. En septiembre de ese mismo año, por orden de la superioridad de la congregación, se embarcó hacia la ciudad de Buenos Aires para misionar en estas tierras.
Una vez instalado en la pequeña Villa de Luján, Salvaire colaboró estrechamente con el párroco en las tareas pastorales de la parroquia y del santuario. Con generosidad y entusiasmo dictó clases en el colegio-seminario recién fundado, celebró misas dominicales, enseñó catecismo, se encargó de los trabajos de refacción del antiguo templo y atendió a enfermos y peregrinos.

## Salvaire en los toldos de Namuncurá
En noviembre de 1873, sus superiores le ordenaron dejar Luján para marchar, junto al P. Fernando Meister, a organizar la casa misión de Azul, con la finalidad de evangelizar a los indios que habitaban esas tierras. Hacia allí partió, dejando con pesar a la Virgen de Luján y a su Villa. A cien leguas de azul hacia el oeste, en un paraje denominado Salinas Grandes, se levantaba por aquel entonces las tolderías del poderoso Cacique Manuel Namuncurá que dominaba La Pampa y sus contornos.
El 27 de octubre de ese mismo año Salvaire llegó junto a su expedición a Caruhe y acampo cerca de la frontera de la provincia. En el momento menos pesado se vio rodeado por una multitud de indios que pretendían acabar con el misionero y sus acompañantes. Felizmente pudo escapar a caballo pero no sin recibir antes en la espalda unos grandes azotes. Tras la perseguida incesante por la feroz turba, acosada noche y día, la expedición, por fin pudo llegar a la toldería del gran cacique Namuncurá, pero este rehúsa ahora a darle la mano, a ofrecerle abrigo y hospitalidad en su propio toldo. Acusándolo de brujería y de que traería viruela. Al estar todas las tolderías avisadas del peligro que significaba la presencia y la libertad de Salvaire, no pudo evadir la persecución.
Ante la noticia de la detención llegan representantes de todas las tolderías. Comienzan las deliberaciones y se producen largas discusiones, algunos se presentan más exaltados, otros beben la jícara del mate. Salvaire en el centro de la rueda, observaba. Cuando le toca el mate al hermano de Namuncurá, Bernardo, se negó a tomarlo y los acusa de canallas, jurando acabar con el primero que se le acerque. Una reacción general para que el reo sea condenado a muerte, hicieron que el padre Salvaire, volviéndose hacia la Virgen le dice y le pide “que nunca desamparó a los que a tu loado favor se acogieron. Sálvame y publicaré tus milagros y caminare por toda la Tierra pidiendo limosna para engrandecer tu iglesia”, acto seguido se produce un cambio entre sus enemigos. Las amenazas no son tan crueles y aparece sobre su espalda el poncho protector de Bernardo.

## Salvaire regresa a Luján.
Liberado el padre Salvaire, regresa a Luján en el año 1875, año en que empieza la monumental obra que había prometido en las tolderías. Su primer voto en las tolderías fue el de escribir la historia de la milagrosa Imagen de Nuestra Señora de Luján, en los años 1875 a 1880, se dedica a escribir y rescatar todo acerca de la milagrosa Imagen. En 1881 suspende su trabajo porque debe acompañar a monseñor Espinoza en la reevangelización del desierto. Luego vuelve y reanuda sus investigaciones, y en 1882 y 1883 las completa.
La historia de Nuestra Señora de Lujan la redactó en 1884, de esa forma su primer voto en las tolderías estaba cumplido, faltaba el segundo, levantar el gran santuario de la Virgen. 
En 1886 viaja a Europa y lleva materiales preciosos que, por su infatigable trabajo y limosna de los fieles pudo reunir. Su misión era construirle una corona que circundará sus Sines. Su coronación se realizó el 8 de mayo de 1887.
Con presencia de monseñor Aneiros, obispo de Buenos Aires, que presidió el acto, comenzó a cumplirse el segundo voto en las tolderías. En 1887, por orden de sus superiores, Salvaire debió pasar a la banda oriental, donde los hijos de san Vicente de Paul, a igual que los de aquí, realizaban sus obras en el marco de sus misiones. Estuvo en la república hermana más de un año, lapso en que recorrió todo su territorio difundiendo la palabra de Dios y el culto de Nuestra Señora de Luján. Monseñor Aneiros invita al padre a misionar juntos la campaña de la provincia de Buenos Aires. Gustoso de esta otra misión, Salvaire vuelve al país. Cumpliendo con su recorrido por el interior de la provincia, Monseñor Aneiros, recibe la noticia de que el Cura Párroco de Lujan R. P. Emilio George, había presentado la renuncia ante el cabildo Eclesiástica, entonces le pide al padre Salvaire que se haga cargo del Curato de Nuestra Señora de Luján, y el 25 de mayo de 1889, Salvaire toma el título de Capellán del Santuario de Nuestra Señora de Luján. En sus dos años de ausencia casi nada se había hecho, Salvaire reunió a los profesionales de la obra, constructores y buen número de colaboradores y se formalizan los trabajos a realizar. Salvaire no permaneció estático ni un momento, trabajo muchísimo, aunque sin desatender su obra misional.
Los planos de la Basílica los encargo al arquitecto francés Ulrico Courtois. Además de su gran obra misional, Salvaire fue el autor de la Historia de Nuestra Señora de Lujan el Manual del devoto de Nuestra Señora de Lujan, álbum o libro de la Virgen. Fue el iniciador del Hospital de Nuestra Señora de Lujan y del Círculo de Obreros Católicos. Iniciador y realizador del Descanso del Peregrinos, y fundador del Colegio Nuestra Señora de Lujan, (dirigido por la Congregación de los Hermanos Maristas). Murió el 4 de febrero de 1899.

## Lugar donde yacen sus restos
Sus restos descansan en la Basílica de Luján y su monumento se levanta dentro del perímetro de la Basílica.
La causa para su beatificación fue abierta el 6 de septiembre de 2019.